# Magalang
Magalang è una municipalità di prima classe delle Filippine, situata nella Provincia di Pampanga, nella regione di Luzon Centrale.
Magalang è formata da 27 baranggay:
- Ayala
- Bucanan
- Camias
- Dolores
- Escaler
- La Paz
- Navaling
- San Agustin
- San Antonio
- San Francisco
- San Ildefonso
- San Isidro
- San Jose
- San Miguel

- San Nicolas 1st (Pob.)
- San Nicolas 2nd
- San Pablo (Pob.)
- San Pedro I
- San Pedro II
- San Roque
- San Vicente
- Santa Cruz (Pob.)
- Santa Lucia
- Santa Maria
- Santo Niño
- Santo Rosario
- Turu